# Estilo DF
Estilo DF es un programa de televisión que forma parte de la programación del canal E! Entertainment Television y que inició transmisiones el 20 de septiembre de 2012 con la conducción de María Inés Guerra; bajo la producción ejecutiva de Jorge Esperón, Simón Mercado y Simón Cohen, la producción general a cargo de Fernando Del Villar.

## Sinopsis
Es una emisión semanal que presenta notas de entretenimiento, espectáculos, entrevistas, moda, gadgets, entrevistas y cápsulas de aventura, que cuenta con la conducción de Eugenia Debayle.

## Colaboradores
- Eugenia Debayle - Presentadora: Conductora de la emisión a partir de la segunda temporada.
- Edy Smol - Asesor de Imagen: Hace crítica de la vestimenta de los famosos en su sección Cuídate de la cámara .
- Salvador Martínez - Gadgets: Presenta los últimos lanzamientos en tecnología. Es más conocido por su apodo, "Wikichava".

## Antiguos Colaboradores
- María Inés Guerra - Presentadora: Durante la primera temporada entrevistó a famosos del medio del espectáculo como Paola Núñez, Leonardo García, Fey, Reik y Martha Debayle, entre otros.